# Tour de Pologne 1975
32. edycja wyścigu kolarskiego Tour de Pologne odbyła się w dniach 11–21 września 1975. Rywalizację rozpoczęło 98 kolarzy, a ukończyło 62. Łączna długość wyścigu – 1496 km.
Pierwsze miejsce w klasyfikacji generalnej zajął Tadeusz Mytnik (Polska I), drugie Hans-Joachim Hartnick (NRD), a trzecie Marian Majkowski (Polska II). 
Na starcie nie stanęli najlepsi polscy zawodnicy. Szurkowski wszedł w konflikt z PZKol i był przez miesiąc zawieszony w prawach zawodnika, natomiast Szozda, Kowalski, Matusiak, Nowicki i Barcik startowali w wyścigu Dookoła Bułgarii. Z awizowanych wcześniej trzech zagranicznych zawodowych ekip z różnych przyczyn do Warszawy nie przyjechała żadna. Wyścig miał być organizowany w formule open, ale de facto nim nie był (z gości zagranicznych startowały jedynie zaprzyjaźnione ekipy z NRD, Czechosłowacji, Kuby i Szwecji). Sędzią głównym wyścigu był Ryszard Lachowski.

## Etapy
| Etap      | Data        | Start - meta                           | Długość (km)            | Zwycięzca etapu       | Lider          |
| prolog    | 11 września | Warszawa (prolog o Memoriał H. Łasaka) | 56                      | Tadeusz Mytnik        | Tadeusz Mytnik |
| I etap    | 12 września | Anin – Biała Podlaska                  | 148                     | Gerhard Lauke         | Gerhard Lauke  |
| II etap   | 13 września | Biała Podlaska – Hrubieszów            | 180                     | Jan Raczkowski        | Jan Raczkowski |
| III etap  | 14 września | Hrubieszów – Przemyśl                  | 174                     | Stanisław Boniecki    | Jan Raczkowski |
| IV etap   | 15 września | Przemyśl – Lesko                       | 147                     | Stanisław Boniecki    | Jan Raczkowski |
| V etap    | 16 września | Uherce - Solina                        | 29 (jazda ind. na czas) | Tadeusz Mytnik        | Tadeusz Mytnik |
| VI etap   | 17 września | Solina - Sanok                         | 158                     | Andrzej Kaczmarek     | Tadeusz Mytnik |
| VII etap  | 18 września | Sanok - Limanowa                       | 177                     | František Kalis       | Tadeusz Mytnik |
| VIII etap | 19 września | Limanowa - Maków Podhalański           | 150                     | Józef Kołopajło       | Tadeusz Mytnik |
| IX etap   | 20 września | Sucha Beskidzka - Racibórz             | 142                     | Walenty Grygianiec    | Tadeusz Mytnik |
| X etap    | 21 września | Opole - Ostrów Wielkopolski            | 135                     | Zbigniew Szczepkowski | Tadeusz Mytnik |

## Końcowa klasyfikacja generalna

### Klasyfikacja indywidualna
| Poz. | Zawodnik              | Kraj   | Zespół    | Czas (średnia km/h)       |
| ---- | --------------------- | ------ | --------- | ------------------------- |
| 1.   | Tadeusz Mytnik        | Polska | Polska I  | 34h 35' 54" (41,620 km/h) |
| 2.   | Hans-Joachim Hartnick | NRD    | NRD       | +02' 15"                  |
| 3.   | Marian Majkowski      | Polska | Polska II | +02' 33"                  |
| 4.   | Jan Raczkowski        | Polska | Polska II | +04' 11"                  |
| 5.   | Michael Schiffner     | NRD    | NRD       | +04' 52"                  |
| 6.   | Stanisław Mikołajczuk | Polska | MON I     | +04' 54"                  |
| 7.   | Józef Kaczmarek       | Polska | Polska I  | +05' 11"                  |
| 8.   | Stefan Piasecki       | Polska | MON I     | +05' 53"                  |
| 9.   | Stanisław Puzio       | Polska | Stomil    | +05' 53"                  |
| 10.  | Bronisław Ebel        | Polska | MON I     | +06' 02"                  |

### Klasyfikacja drużynowa
| 1. | Polska I  | 103h 58' 36" |
| 2. | MON I     | +01' 18"     |
| 3. | Polska II | +02' 08"     |
| 4. | NRD       | +04' 12"     |
| 5. | LZS I     | +15' 34"     |

### Klasyfikacja najaktywniejszych
| 1. | František Kalis       | Czechosłowacja | 80 pkt |
| 2. | Stanisław Boniecki    | Polska         | 76 pkt |
| 3. | Michael Schiffner     | NRD            | 55 pkt |
| 4. | Zbigniew Szczepkowski | Polska         | 40 pkt |
| 5. | Adam Jagła            | Polska         | 40 pkt |

### Klasyfikacja górska
| 1. | Miroslav Sykora      | Czechosłowacja | 26 pkt |
| 2. | Jan Trybała          | Polska         | 18 pkt |
| 3. | Florian Andrzejewski | Polska         | 14 pkt |
| 4. | Stanisław Boniecki   | Polska         | 12 pkt |
| 5. | Tadeusz Wojtas       | Polska         | 10 pkt |